# Wisteria brevidentata
Wisteria brevidentata är en ärtväxtart som beskrevs av Alfred Rehder. Wisteria brevidentata ingår i släktet blåregnssläktet, och familjen ärtväxter. Inga underarter finns listade i Catalogue of Life.